# Habenaria pseudoculicina
Habenaria pseudoculicina är en orkidéart som beskrevs av João Aguiar Nogueira Batista och B.M.Carvalho. Habenaria pseudoculicina ingår i släktet Habenaria och familjen orkidéer. Inga underarter finns listade i Catalogue of Life.